# Emanuel Yáñez
Emanuel Yáñez Machín (* 23. Februar 1985) ist ein uruguayischer Radrennfahrer.
Während seiner Karriere gewann Yáñez fünf Tagesabschnitte von Etappenrennen der UCI America Tour und wurde in den Jahren 2012 und 2014 Meister seines Landes im Straßenrennen.

## Erfolge
2006
- eine Etappe Vuelta Ciclista del Uruguay
- eine Etappe Vuelta Ciclista de Chile

2007
- eine Etappe Vuelta Ciclista del Uruguay

2009
- eine Etappe und Mannschaftszeitfahren Rutas de América

2011
- eine Etappe Vuelta Ciclista al Uruguay

2012
- Uruguayischer Meister – Straßenrennen

2014
- Uruguayischer Meister – Straßenrennen